# تثاؤب
التثاؤب عمل لا إرادي الهدف منه ملء الرئتين بالهواء إلى أقصى حد. للقيام به يفتح الشخص فمه بشدة لدرجة يكون فيها حجم فتحة البلعوم أكبر بأربع مرات من حجمها في الأوقات العادية، ويستمر التثاؤب لحوالي 6 ثوان تتقلص فيهما عضلات الوجه والرقبة، ويصاحبهما إغلاق للعينين. خلال ذلك تتوقف جميع المعلومات الحسية لفترة من الوقت تكفي لعزل الشخص عن عالمه تبعا لمدة التثاؤب.
كما يشير التصوير باستخدام التخطيط التصواتي للأجنة، كشف أن الجنين يتثاءب بشدة، حتى يكاد المشاهد يتخيل أن فكيه سوف ينفصلان عن بعضهما، رغم أنه لا يتنفس عبر الرئتين.

## العوامل المرتبطة بالتثاؤب
- النعاس.
- لحظة اقتراب موعد النوم.
- ساعة الاستيقاظ.
- لحظة الشعور بالضجر أو القلق.
- عند الاسترخاء.
- عند الشعور بالجوع.
- وعند التعب أو عدم القدرة على القيام بمجهود إضافي.

## أسباب التثاؤب
التثاؤب يفتح قناة أوستاكيوس بين الأذن اليسرى والبلعوم، ولكن منطقياً ندرك أن هذه العملية ليست الغاية الرئيسية من التثاؤب. ولكن في الحياة العملية واليومية نعرف أن التثاؤب يقترن بالتعب والإرهاق كما يقترن بالنعاس. وأن التثاؤب مكروه اجتماعياً وغير مستحب أن نرى إنساناً يفتح فمه على مداه وينفث الهواء في وجوه الآخرين، ذلك أن التثاؤب يشير إلى الضجر، وهناك من يقول أن التثاؤب لتنبيه المرء النعسان فيجعله متيقظاً، ذلك مع النعاس أو الخمول يتم التثاؤب فتنقبض عضلات الوجه وبهذا يندفع الدم بقوة أكبر إلى الدماغ وبتحريك الفك تتيقظ حواسنا، ولكن حتى هذه ليس هناك ما يدعمها أو يؤكد تلك الغاية.
لا يزال التثاؤب مجهول الأسباب، حتى إن بعض العلماء اعترفوا بأن هذا الموضوع لم يأخذ حقه من الدراسة بعد، ولا يزال يثير الكثير من الجدل العلمي، والاختلاف في التفسير أيضا. من تفسير العلماء لظاهرة التثاؤب:
- يعتقد بعض الأطباء التثاؤب يحدث عندما يكون مستوى الأكسجين منخفضا في الجسم، مع ارتفاع مستوى ثاني أكسيد الكربون، وهو التفسير الأكثر شيوعا.
- أطباء آخرون يعتقدون أنه فعل انعكاسي يقي الرئة من الضمور.
- يفسر علماء النفس أن التثاؤب دليل على الصراع بين النفس ومغالبتها للنوم من جهة، وبين الجسد وحاجته للنوم من جهة أخرى.
- باحث فرنسي يعتبر أن التثاؤب هو وظيفة طبيعية تشير إلى زيادة النشاط وليس الخمول، وقد يعكس الرغبة في تغيير موضوع، أو الهروب من موضوع ما.
- يفسر أبقراط التثاؤب بأنه يطرد الهواء الملوث من الرئتين، ويعيد تدفق الدم نحو الدماغ.

أجرت العالمة الأمريكية ميري هاينز تجارب عدة على أجنة في بطون أمهاتهم، بالتقاط صور لهم عن طريق التخطيط التصواتي، وقد لاحظت أنه بعد التثاؤب تبدأ الأجنة بحركات نشيطة للغاية، بعكس ما كانت عليه قبل التثاؤب، وخلصت إلى أن التثاؤب ليس دليلا على حاجة الإنسان إلى النوم أو إلى الأكسجين، بل دليل على حاجة الإنسان إلى النشاط والحركة. تقول «أن التثاؤب وسيلة فطرية يلجأ إليها الجسم لإبقاء المخلوق مستيقظا، ولتنشيط عضلات القلب، ومد الجسم بالنشاط». ذلك يعني نفيها للتفسير العلمي القائل بأن التثاؤب وسيلة لطرد ثاني أكسيد الكربون ومد الجسم بالأكسجين.
وفي تفسير الشعور بالارتياح بعد التثاؤب، تقول إحدى النظريات المتداولة حاليا أن عملية التثاؤب تحدث نتيجة لحاجة الجسم إلى الأكسجين، وأنه عندما يحتاج الإنسان إلى الأكسجين، يأخذ نفسا عميقا وطويلا يملأ من خلاله رئتيه بالأكسجين فيشعر بالارتياح.

## عدوى التثاؤب
التثاؤب هو أكثر الحالات انتقالا بالعدوى على الإطلاق، حيث يكفي أن يتثاءب شخص واحد في مكان به جمع غفير من الناس ليتثاءبوا جميعاً خلال لحظات. كما ليس بالضرورة مشاهدة شخص يتثاءب حتى تبدأ بالتثاؤب، إذ يكفي التفكير به، أو القراءة عنه (فمثلا هناك احتمال كبير انك تثاءبت على الأقل مرة وأنت تقرأ هذا المقال)، وحتى العميان يتثاءبون عندما يسمعون عن التثاؤب.
هناك قول مأثور يؤكد أن المتثائب الواحد يصيب (7) آخرين بعدواه، وقد تمكن البروفسور الأمريكي روبيرت بروفين أستاذ علم النفس بجامعة ماريلاند من إثبات هذا القول عبر سلسلة من التجارب أجراها على طلابه، فقد أرغمهم على مشاهدة شريط فيديو عن التثاؤب، ودون ملاحظاته، فتبين له أن الرؤية تؤدي دورا أساسيا في نقل العدوى، بيد أن مشاهدة فم يتثاءب لا تثير أي ردة فعل عند الآخر إذا كان باقي وجه المتثائب مغطى بقناع.
وفي تجربة أخرى لعلماء النفس، كانت النتيجة مختلفة، فقد تم اختيار بعض المتطوعين لمشاهدة شريط مرئي يعرض أشخاصا يتثاءبون، ومراقبة ردود أفعالهم، فكانت خلاصتها أن عملية التثاؤب لا تنتقل إلى الجميع، بل إلى أفراد يتميزون بحساسية مفرطة واستعداد للتأثر السريع بأفكار وسلوك الأقارب والأصدقاء، فقد أكدت هذه التجربة أن بعض المتطوعين تجاوبوا بسرعة مع العرض واندمجوا في موجة من التثاؤب، بينما لم يتأثر غالبية المشاهدين، ورغم أن الجميع كانوا في حالة مماثلة من اليقظة والنشاط ولا يعانون الإرهاق أو الرغبة في النوم.
إن تفشي التثاؤب بالعدوى أمر محير غامض للآن، وتقتصر المعرفة على أن رؤية شخص يتثاءب تنتقل إلى مركز الرؤية في الدماغ ومن هناك تنتقل إلى مركز التثاؤب.
تقول الدكتورة ميري هاينز: "يمكننا القول أن التثاؤب يعد عاطفة مثل العواطف الأخرى التي تكمن في نوازع الإنسان الداخلية، كالحب والخوف والجوع والضحك والبكاء، فالإنسان يتأثر بالوسط المحيط به، فهو يضحك إن كان من حوله يضحكون، ويحزن إذا كان من حوله يحزنون، وهكذا يفعل التثاؤب، لذا يمكننا أن نطلق عليها أيضا اسم عاطفة مشاركة الآخرين وهي عاطفة تم التأكد منها لدى الإنسان والقرود والشمبانزي والأسود والنمور. إلا أن الأطفال تحت سن العامين لا يتأثرون بتثاؤب الآخرين، والسبب يعود إلى أن العدوى تنتقل من خلال الفص الجبهي غير المتكون بعد عند الأطفال في تلك السن، والفص الجبهي من الدماغ هي المنطقة التي تؤدي دورا رئيسيا في ضبط السلوك والانفعالات. ومن الملاحظ أيضا أن المصابين بالفصام لا يتثاءبون إلا نادرا، وأنهم تقريبا محصنون ضده.

## فائدة التثاؤب
التثاؤب يجدد الهواء، ويوسع الرئة، ويحسن مستوى الأكسجين في الدم، ويساعد المخ على مواجهة مواقف متغيرة، ويزيد من فاعلية المفاصل والعضلات والقلب، ويؤدي إلى الشعور باليقظة ويمنح الجسم بالنشاط المؤكد..

## التثاؤب عند الكائنات الأخرى
القرود الكبيرة تتثاءب كالأنسان، ولكن صغار القرود لا تتثاءب أمام كبار القرود. وكذلك لا تتثاءب أنثى القرد أمام زوجها.
أن ظاهرة أمتناع صغار القرود والأناث عن التثاؤب أمام رب الأسرة حيرت المتخصصين منذ زمن طويل. ولقد رافقت ظاهرة التثاؤب عن الأنسان منذ بداية وجودة على وجة الأرض، أي أنها الأقدم والأكثر عمقاً في نشاط وتكوين الجسم البشري.

## التثاؤب في الإسلام
ليس من المستحب أن نتثاءب بينما يتحدث الآخرون إلينا، فعلينا أن نكتم التثاؤب أمام الآخرين، وإن تثاءبنا يجب أن نغطي الفم باليد. وفي رد التثاؤب فائدتان:
1. فائدة جمالية
2. فائدة وقائية: تقي من حدوث خلع في المفصل الفكي الصدغي، وهو المفصل الذي يتحرك الفك السفلي به، ورغم أن هذا الخلع نادر الحدوث لكنه ممكن.

### آداب التثاؤب في الإسلام
قال النبي محمد بن عبد الله (إن الله يحب العطاس ويكره التثاؤب فإذا تثاءب أحدكم فليرده ما استطاع ولا يقل هاه هاه فإنما ذلكم من الشيطان يضحك منه)
وعن ابن أبي سعيد الخدري، أن رسول الله صلى الله عليهم وسلم قال:- إذا تثاءب أحدكم فليمسك بيده، فإن الشيطان يدخل صحيح مسلم.
وفي صحيح البخاري، روى أبو هريرة أن رسول الله صلى الله عليه وسلم قال: «إن الله يحب العطاس ويكره التثاؤب، فإذا عطس أحدكم وحمد الله، كان حقا على كل مسلم سمعه أن يقول له، يرحمك الله، وأما التثاؤب فإنما هو من الشيطان، فإذا تثاءب أحدكم فليردن ما استطاع، فإن أحدكم إذا تثاءب ضحك منه الشيطان».
ولم يتطرق الحديث لتعيين اليد اليمنى من غيرها، وإنما فيه الأمر بوضع اليد على الفم، وقد ذكر بعض العلماء أن ذلك باليسرى سواء وضع ظاهرها أو باطنها، ففي أسنى المطالب في الفقه الشافعي: فإن تثاءب سن له أن يغطي فاه بيده، قال ابن الملقن وغيره: والظاهر أنها اليسرى لأنها لتنحية الأذى.
وقد كره المالكية سد الفم بباطن اليسرى لأنها معدة لمباشرة الأذى، وقالوا: إنما يسده بظاهر اليسرى أو باليمنى ظاهرها أو باطنها. وهذا كله على الندب والاستحباب، والمطلوب سد الفم عند التثاؤب.